# Convent de Sant Sebastià (Barcelona)
El Convent de Sant Sebastià era un edifici de Barcelona que ocupava l'illa de cases entre la plaça del mateix nom (actualment de Correus) i els carrers del Consolat i el passeig d'Isabel II, just davant de la Llotja de Mar, de la que el separava el carrer de Campmany. El seu solar és l'actual plaça d'Idrissa Diallo, abans d'Antonio López.

## Història i descripció
El 1466, el Consell de Cent va acordar celebrar la festa de Sant Sebastià a causa de les epidèmies que assolaven la ciutat. El 1507 va decidir construir una església dedicada al sant, i a tal efecte, va contractar el mestre de cases Pau Mateu, i el 15 d'abril el conseller en cap en va col·locar la primera pedra, essent acabada dos anys més tard.
El 1631, els monjos caracciolins es van establir a Barcelona i van servir a l'Hospital de la Misericòrdia, fins que el 1636 van obtenir permís per a construir un convent al carrer d'Oliver al barri de la Ribera. El 1640, arran de la Guerra dels Segadors, van abandonar la ciutat i a la seva tornada el 1652 hi van construir un nou convent i església, dedicat a l'Esperit Sant. El 1715 van ser desallotjats per a la construcció de la Ciutadella, i el 1719, Felip V els va cedir l'església de Sant Sebastià, a la part occidental de la qual van construir el nou convent.
El 1835, els monjos foren exclaustrats, i el 1837, el convent va ser cedit per l'Estat a canvi d'un canon anual a la Junta de Comerç de Barcelona, que el va destinar a aules d'ensenyament de l'Escola de la Llotja i altres estudis, incloent-hi la primera escola d'enginyers industrials de la ciutat.

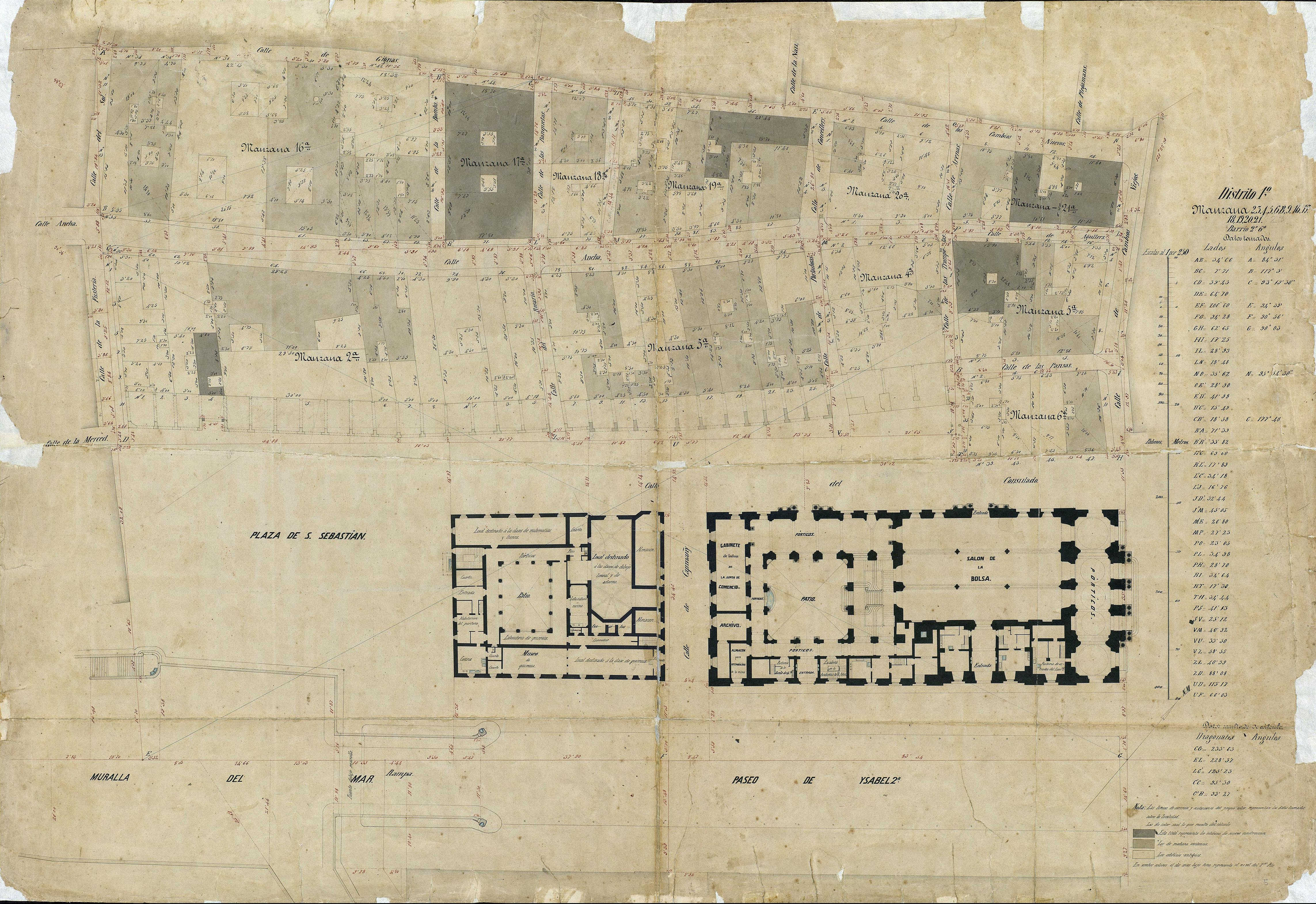
Quarteró núm. 5 de Garriga i Roca (c. 1860)

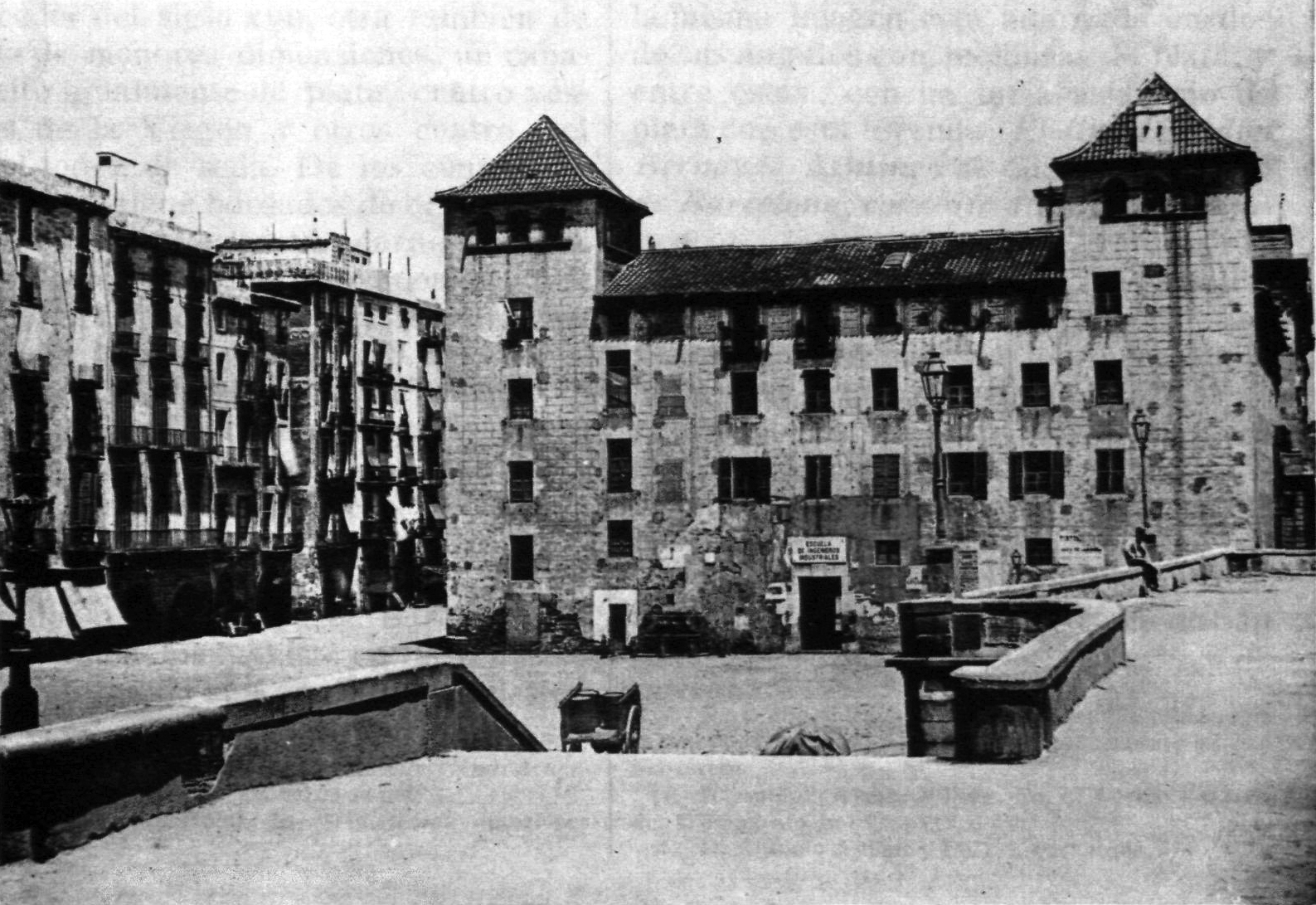
Vista des de la Muralla de Mar quan el convent hostatjava l'escola d'Enginyers Industrials

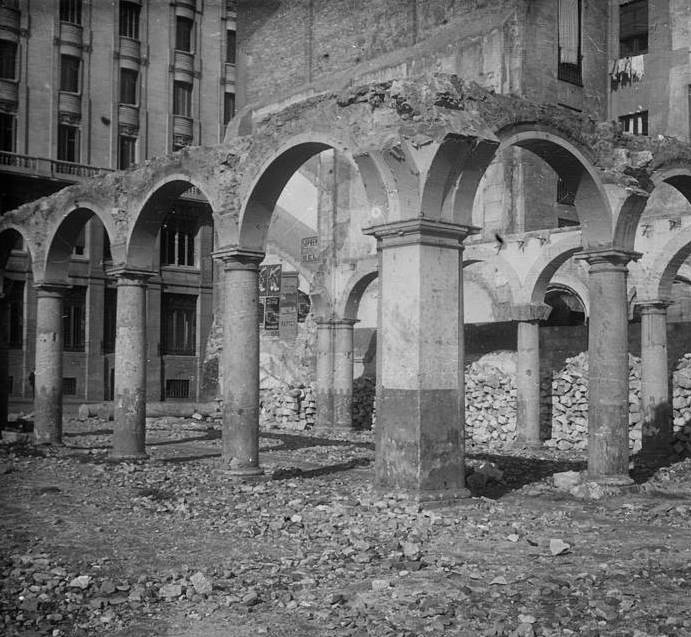
Restes del claustre

Després de la Revolució de 1868, el 1873 l'Estat vengué el convent a la Societat Catalana General de Crèdit, que el va parcel·lar en quatre solars. La banda oriental, on es trobava l'església, va ser enderrocada i s'hi construïren nous edificis. En canvi, l'occidental va ser adquirida per Higinia del Pozo y Sarte, casada en segones noces amb el metge Joaquim Zulueta i Cisteré, i el seu cunyat Antoni, que van fer reformar l'edifici amb la conversió dels magatzems dels baixos en botigues, suprimint els entresols i fent-hi balcons, coronant les teulades piramidals de les torres amb aglans i variant la distribució interior, a més de cobrir el claustre amb una claraboia. Els espais van ser llogats i s'hi instal·laren establiments com el Cinematógrafo Español de Josep Ubach, el Gran Café del Comercio o les oficines de la naviera Pinillos Izquierdo i Cia.
Finalment, el convent fou enderrocat a finals dels anys 1920 per a eixamplar la plaça i donar continuïtat a la Via Laietana, i durant un temps, els arcs del claustre van quedar a la vista.